# Kristien Verbelen
Kristien Verbelen (Eeklo, 19 februari 1982) is een Belgisch Vlaams-nationalistisch politica voor het Vlaams Belang.

## Biografie
Verbelen behaalde een bachelordiploma in communicatiemanagement en een postgraduaat in de internationale marketing. Beroepshalve was ze van 2007 tot 2016 logistiek bediende bij een cargobedrijf en van 2016 tot 2024 bediende op de interne verkoop in een betonbedrijf.
Tijdens haar studies aan de Universiteit Gent was Verbelen, die opgroeide in een Vlaamsgezind gezin, aangesloten bij het NSV, waar ze van 2005 tot 2006 preses van was. Via het NSV verzeilde ze in het Vlaams Belang. Ze vestigde zich in 2006 in Oostkamp en trad er toe tot het lokale partijbestuur van Vlaams Belang. Ze werd er tevens voorzitter van de lokale afdeling.
Bij de federale verkiezingen van 9 juni 2024 bekleedde Verbelen de derde plaats op de Vlaams Belang-lijst in West-Vlaanderen. Met 10.532 voorkeurstemmen werd ze verkozen in de Kamer van volksvertegenwoordigers, waar ze ging zetelen in de commissie Landsverdediging.
In oktober 2024 werd Verbelen verkozen in de gemeenteraad van Oostkamp, maar ze nam haar mandaat niet op en ging in het Bijzonder comité voor de sociale dienst zetelen.